# Dicranum densifolium
Dicranum densifolium là một loài rêu trong họ Dicranaceae. Loài này được Ångström Müll. Hal. mô tả khoa học đầu tiên năm 1896.